# Gare de Pamiers
Gare de Pamiers – stacja kolejowa w Pamiers, w departamencie Ariège, w regionie Oksytania, we Francji.
Została otwarta w 1861 przez Compagnie des chemins de fer du Midi et du Canal latéral à la Garonne. Jest stacją Société nationale des chemins de fer français (SNCF), obsługiwaną przez pociągi głównych linii, w tym transpyrénéen oriental między Paryżem a Barceloną i pociągi regionalne TER Midi-Pyrénées.